# قتاد اللجاة
قَتَاد اللجاة (باللاتينية: Astragalus trachoniticus) نوع نباتي عشبي من جنس القتاد.

## البيئة والانتشار
موطنه بلاد الشام.